# 新町遊廓 (台南市)
新町遊廓是台灣日治時代設在台南市新町的遊廓。大正11年（1922年）台南州政府將台南市內的貸座敷（妓院）集中在新町以便於管理和整頓風紀。此風化區一直沿續至戰後1980年代至娼妓制度走入歷史。新町約為現中西區康樂街、大智街、大仁街、大勇街一帶。

## 簡介
大正11年（1922年）臺南州廢止臺南市粗糠崎、媽祖港、南勢街等地的貸座敷營業，指定轄區內的臺南市新町一、二丁目以及嘉義街嘉義西門外部分地區、斗六街斗六部分地區，為貸座敷營業區域（大正11年6月6日台南州令第22號），開啟新町遊廓的歷史。
新町遊廓以台南運河南幹線大排的汐止橋（現保安路和大智街口）為界，橋北側的新町一丁目是日本內地人和朝鮮人經營的貸座敷，橋南側的新町二丁目則是台灣人經營的貸座敷。
根據昭和9年（1934年）的《台南市商工案內》和昭和12年（1937年）的《台南州觀光案內》，新町有以下的貸座敷：
- 日本內地人經營的貸座敷：皆花園、金波樓、明石樓、明月樓、高砂樓、布引樓、豐本、東樓、加賀屋、富士見樓、開門樓、北國樓
- 朝鮮人經營的貸座敷：鮮月樓、朝鮮樓
- 台灣本島人經營的貸座敷：真花園、玩春園、愛月園、樂春樓、小春園、昭和樓、浪花樓、桂花亭、新春閣

新町鼎盛時期在1950年至1960年代，光是酒家就有數十家，規模較大的酒家有上百名酒家女。1960年代，底層社會流傳一首日文歌曲〈長崎蝴蝶姑娘〉，改編為串連各地風化區的歌曲，開頭第一句即是「人說臺南新町以前是牛車間」。除了風花雪月，1940年代末期，中華民國空軍曾占用高賓和松金樓兩年。分配給在臺南機場、空軍供應司令部上班的軍官，階級在中尉到中校之間。:88-89在1950年代至1960年代極盛時期，酒家或妓女戶有：新宮、水晶宮、夜巴黎、美美、笑月、喜月、滿月、碧月、寶月、寶島、悅來、白宮、金龍、永華公共食堂等。茶室則有：笑樂園、遊春園、祥雲閣、美月、東月、月都等，共五十幾家。:90
其中，「真花園」是最後一間新町最具歷史規模的合法店家，原本是特級酒家，1960年代末期改為妓女戶。2004年關門。在康樂街拓寬前，真花園的「砲間仔」帳房旁有三間，帳房南側兩間，中庭兩邊十四間，後面有四間，可見其規模。:89已於2009年5月20日拆除。
而新町以至於台南最後一家領有牌照的公娼「夜巴黎」(康樂街,府前路尊王路之間)，則於2015年悄悄關門。

## 風俗文化
新町在風俗中演變出特殊玩法：
- 點煙盤：為店家「請煙」所演變。煙盤至少放五支香煙，一般多是新樂園，一盤五塊錢。客人坐定後，由女子排排站，由客人點一女子，端煙盤，請客人抽煙。「點煙盤」中最後一名被請煙的就是小姐看上的，如果客人合意就進去辦事。如果客人不喜歡，由該位客人付香煙錢，重新再來一次點煙盤。[5]:91-92
- 簽保正：同樣由小姐端煙盤，請抽煙，但簽到（拿到）最後一支煙地當保正，負責付香煙錢。亦衍生出狎客事先與女人套好，專整某人，由此冤大頭付錢。「保正」由來起源於日治時期一般人民日常接觸的官吏為保正。[5]:92

## 其他
- 大智街、大仁街、大勇街命名也出與風俗文化有關，維持新町的繁榮，主要靠「勇敢」的「大豬」進出新町的大智街、大勇街。（「智」臺語諧音「豬」）。[5]:90

## 外部連結
- 台南最後公娼 新町「夜巴黎」熄燈 （页面存档备份，存于）